# Kanton Castres-2
Der Kanton Castres-2 ist seit 2015 ein französischer Wahlkreis für die Wahl des Départementrats im Arrondissement Castres im Département Tarn in der Region Okzitanien; sein Bureau centralisateur befindet sich in Castres.

## Gemeinden
Der Kanton besteht aus sieben Gemeinden und Gemeindeteilen mit insgesamt 15.316 Einwohnern (Stand: 1. Januar 2022) auf einer Gesamtfläche von 128,13 km²:
| Gemeinde                | Einwohner 1. Januar 2022 | Fläche km² | Dichte Einw./km² | Code INSEE | Postleitzahl |
| ----------------------- | ------------------------ | ---------- | ---------------- | ---------- | ------------ |
| Burlats                 | 2.010                    | 32,62      | 62               | 81042      | 81100        |
| Castres                 | 9.889                    | 40,90      | 242              | 81065      | 81100        |
| Montfa                  | 468                      | 10,69      | 44               | 81177      | 81210        |
| Roquecourbe             | 2.181                    | 16,65      | 131              | 81227      | 81210        |
| Saint-Germier           | 156                      | 4,16       | 38               | 81252      | 81210        |
| Saint-Jean-de-Vals      | 84                       | 4,75       | 18               | 81256      | 81210        |
| Saint-Salvy-de-la-Balme | 528                      | 18,36      | 29               | 81269      | 81490        |
| Kanton Castres-2        | 15.316                   | 128,13     | 120              | 8108       | –            |

1. ↑   Nur der nordöstliche Teil der Gemeinde, der Rest verteilt sich auf die Kantone Castres-1 und Castres-3.